# یواس‌اس ساموئل روتن (۱۸۶۱)
یواس‌اس ساموئل روتن (۱۸۶۱) (به انگلیسی: USS Samuel Rotan (1861)) یک کشتی بود که طول آن ۱۱۰ فوت (۳۴ متر) بود.